# Babyrousa bolabatuensis
Espèce
Synonymes
Babyrousa babyrussa bolabatuensis
Statut CITES
Babyrousa bolabatuensis est une espèce éteinte de suidés. Son nom provient du malais, babi (« porc ») et rusa (« cerf »). Il est appelé "Bola Batu babirusa" en anglais.

## Référence
- Hoojer, 1950 : Man and other mammals from Toalian sites in South-western Celebes. Verhandelingen, Koninklijke Nederlandsche Akademie van Wetenschappen Amsterdam 2 46-2 p. 1–162.